# The Great Escape (nummer van Ilse DeLange)
"The Great Escape" is een nummer van de Nederlandse zangeres Ilse DeLange. Het nummer verscheen op haar gelijknamige album uit 2006. Op 19 mei van dat jaar werd het uitgebracht als de eerste single van het album.

## Achtergrond
"The Great Escape" is geschreven door DeLange en Patrick Leonard en geproduceerd door Leonard. Het kwam tot stand na een ontmoeting tussen DeLange en Leonard. Het is het titelnummer van het album waarmee DeLange definitief doorbrak in Nederland. De country-invloeden waar zij tot dat moment om bekend stond, werden steeds meer ingewisseld door geluiden uit de moderne popmuziek. Volgens DeLange zorgde dit voor enige veranderingen: "'The Great Escape' was een totaal ander geluid. Dat veranderde ook het live spelen. Eindelijk had ik radiohits en dus meezingers, vooral op festivals voelde dat heerlijk."
"The Great Escape" werd opgenomen in de Verenigde Staten. DeLange vertelde over de betekenis van het nummer: "Met mijn achtergrond in de Amerikaanse countryhoek komende en dan zijn LA-geluid: dat heeft voor iets unieks gezorgd. Ik heb het album ook bewust 'The Great Escape' genoemd. Niet zozeer om waar het liedje over gaat, maar meer omdat ik heb gemerkt dat als je open staat voor nieuwe muzikale invloeden, ik me meer kan ontwikkelen. Anders had ik vier keer hetzelfde gemaakt. Ik wil ook weten wat ik niet kan: daarvoor moet je dingen proberen. Het was best wel een avontuur, maar het is erg goed gegaan."
"The Great Escape" werd een grote hit in Nederland. Zowel in de Top 40 als in de Single Top 100 kwam het tot de elfde plaats. In 2019 werd het nummer gecoverd door Stef Kamil Carlens in het Vlaamse televisieprogramma Liefde voor muziek in een aflevering die in het teken stond van DeLange.

## Hitnoteringen

### Nederlandse Top 40
| Hitnotering: 10-06-2006 t/m 04-11-2006 | Hitnotering: 10-06-2006 t/m 04-11-2006 | Hitnotering: 10-06-2006 t/m 04-11-2006 | Hitnotering: 10-06-2006 t/m 04-11-2006 | Hitnotering: 10-06-2006 t/m 04-11-2006 | Hitnotering: 10-06-2006 t/m 04-11-2006 | Hitnotering: 10-06-2006 t/m 04-11-2006 | Hitnotering: 10-06-2006 t/m 04-11-2006 | Hitnotering: 10-06-2006 t/m 04-11-2006 | Hitnotering: 10-06-2006 t/m 04-11-2006 | Hitnotering: 10-06-2006 t/m 04-11-2006 | Hitnotering: 10-06-2006 t/m 04-11-2006 | Hitnotering: 10-06-2006 t/m 04-11-2006 |
| Week                                   | 1                                      | 2                                      | 3                                      | 4                                      | 5                                      | 6                                      | 7                                      | 8                                      | 9                                      | 10                                     | 11                                     | 12                                     |
| -------------------------------------- | -------------------------------------- | -------------------------------------- | -------------------------------------- | -------------------------------------- | -------------------------------------- | -------------------------------------- | -------------------------------------- | -------------------------------------- | -------------------------------------- | -------------------------------------- | -------------------------------------- | -------------------------------------- |
| Positie                                | 39                                     | 37                                     | 24                                     | 18                                     | 16                                     | 11                                     | 13                                     | 15                                     | 19                                     | 19                                     | 16                                     | 13                                     |
| Week                                   | 13                                     | 14                                     | 15                                     | 16                                     | 17                                     | 18                                     | 19                                     | 20                                     | 21                                     | 22                                     |                                        |                                        |
| Positie                                | 16                                     | 19                                     | 20                                     | 20                                     | 21                                     | 23                                     | 25                                     | 28                                     | 30                                     | 33                                     | uit                                    |                                        |

### Single Top 100
| Hitnotering: 03-06-2006 t/m 16-12-2006 | Hitnotering: 03-06-2006 t/m 16-12-2006 | Hitnotering: 03-06-2006 t/m 16-12-2006 | Hitnotering: 03-06-2006 t/m 16-12-2006 | Hitnotering: 03-06-2006 t/m 16-12-2006 | Hitnotering: 03-06-2006 t/m 16-12-2006 | Hitnotering: 03-06-2006 t/m 16-12-2006 | Hitnotering: 03-06-2006 t/m 16-12-2006 | Hitnotering: 03-06-2006 t/m 16-12-2006 | Hitnotering: 03-06-2006 t/m 16-12-2006 | Hitnotering: 03-06-2006 t/m 16-12-2006 | Hitnotering: 03-06-2006 t/m 16-12-2006 | Hitnotering: 03-06-2006 t/m 16-12-2006 | Hitnotering: 03-06-2006 t/m 16-12-2006 | Hitnotering: 03-06-2006 t/m 16-12-2006 | Hitnotering: 03-06-2006 t/m 16-12-2006 |
| Week                                   | 1                                      | 2                                      | 3                                      | 4                                      | 5                                      | 6                                      | 7                                      | 8                                      | 9                                      | 10                                     | 11                                     | 12                                     | 13                                     | 14                                     | 15                                     |
| -------------------------------------- | -------------------------------------- | -------------------------------------- | -------------------------------------- | -------------------------------------- | -------------------------------------- | -------------------------------------- | -------------------------------------- | -------------------------------------- | -------------------------------------- | -------------------------------------- | -------------------------------------- | -------------------------------------- | -------------------------------------- | -------------------------------------- | -------------------------------------- |
| Positie                                | 29                                     | 23                                     | 23                                     | 16                                     | 14                                     | 11                                     | 12                                     | 11                                     | 12                                     | 15                                     | 16                                     | 18                                     | 18                                     | 19                                     | 20                                     |
| Week                                   | 16                                     | 17                                     | 18                                     | 19                                     | 20                                     | 21                                     | 22                                     | 23                                     | 24                                     | 25                                     | 26                                     | 27                                     | 28                                     | 29                                     |                                        |
| Positie                                | 21                                     | 32                                     | 27                                     | 22                                     | 15                                     | 16                                     | 25                                     | 21                                     | 35                                     | 43                                     | 49                                     | 43                                     | 65                                     | 79                                     | uit                                    |

### NPO Radio 2 Top 2000
| Nummer met noteringen in de NPO Radio 2 Top 2000 | '07 | '08  | '09 | '10 | '11 | '12 | '13  | '14  |
| ------------------------------------------------ | --- | ---- | --- | --- | --- | --- | ---- | ---- |
| The Great Escape                                 | 357 | 1575 | 773 | 626 | 951 | 948 | 1142 | 1522 |

1. ↑  Een vetgedrukt getal geeft de hoogste notering aan.
2. ↑  2007 was het eerste jaar met een notering voor dit nummer.
3. ↑  Deze tabel is bijgewerkt tot en met de meest recente editie (2024).